# Johann Peter Pixis
Johann Peter Pixis (Mannheim, 10 februari 1788 - Baden-Baden, 22 december 1874 was een Duits componist, pianist en muziekpedagoog.
Stilistisch wordt hij gerekend tot de vroegromantiek. Met zijn broer Friedrich Wilhelm, die violist was, maakte hij diverse concertreizen door Duitsland. Pixis was werkzaam te München, Parijs en Baden-Baden.
Pixis maakte zijn debuut toen hij negen jaar oud was. In 1810 woonde hij met zijn ouders in Wenen waar hij kennis maakte met Beethoven en Schubert. In 1814 ontmoette hij Giacomo Meyerbeer, die in Wenen was om bij Antonio Salieri te studeren. Het werd een vriendschap voor het leven.
Na Wenen woonde Pixis nog een tijdje in München maar in 1825 vestigde hij zich in Parijs, waar hij bekend stond als een zeer gerespecteerd pianist en leraar. Vanuit de Franse hoofdstad schreef Adam Liszt, tijdens de eerste concerttournee met zijn zoon Franz, aan Czerny over het arrogante gedrag van de jonge Pixis. "Hoewel een rivaal als deze niet goed genoeg is om ons kwaad te doen, zal hij hopelijk door anderen worden berispt voor een dergelijk gedrag", schreef vader Liszt aan Czerny. Een decennium later hadden Franz Liszt en Pixis een vriendschappelijke relatie. Liszt nodigde hem uit om bij te dragen aan Hexaméron, een project van Liszt uit 1837 ter nagedachtenis aan de toen jong overleden Italiaanse componist Bellini waaraan verschillende componisten meewerkten en een of meerdere variaties schreven op een thema uit Bellini's I Puritani. Pixis schreef de derde variatie. Dat Pixis, naast componisten als Chopin, Herz, Thalberg en Czerny door Liszt gevraagd werd, bewijst zijn status. Het is ook tevens de enige compositie waaraan Pixis tegenwoordig nog herinnerd wordt, al zijn andere werken zijn vergeten. Zijn pianoconcert en pianoconcertino zijn pas in 2011 door Hyperion records op cd vastgelegd.
Op het hoogtepunt van zijn carrière, rond 1830, werd Pixis beschouwd als een van de beste pianisten van zijn tijd. Volgens Chopin was het Pixis die hem voorstelde aan uitgever Schlesinger, wiens verzoek om een compositie op Meyerbeer's "Robert" uiteindelijk resulteerde in het Grand duo concertant sur des thèmes de Robert le diable, gepubliceerd in 1832. Pixis maakte zelf de pianoreductie voor de vocale partituur van de opera (1831) en hij schreef twee originele composities: Caprice dramatique sur 'Robert le diable', Op. 116, en Variations sur le Quatuor de Robert le diable, Op. 117. Deze werden ook allemaal door Schlesinger uitgegeven.
Als begeleider werd Pixis erg hoog aangeslagen, waarschijnlijk door het feit dat hij jarenlang zijn broer begeleid had. Hij maakte met verschillende violisten concertreizen.
In 1840 verhuisde Pixis naar Baden-Baden waar hij tot aan dood in 1874 pianoles bleef geven. Pixis had een aangenomen dochter, Francilla Pixis (1816-1888), een bekende zangeres. Tot 1843 toen ze trouwde, begeleidde hij haar vaak op recitals.

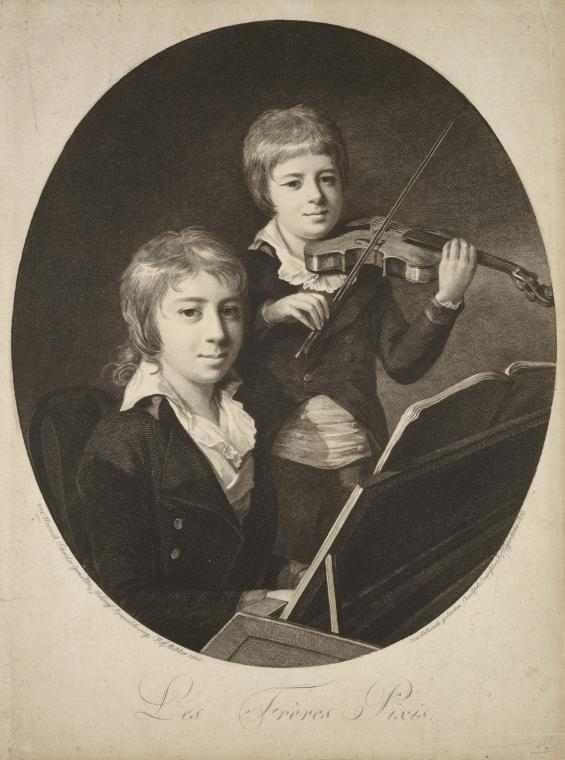
Johann Peter en Friedrich Wilhelm ca. 1800